# Resolució 1098 del Consell de Seguretat de les Nacions Unides
La Resolució 1098 del Consell de Seguretat de les Nacions Unides, adoptada per unanimitat el 27 de febrer de 1997 després de reafirmar la Resolució 696 (1991) i totes les resolucions següents sobre Angola, el Consell estendre el mandat de la Tercera Missió de Verificació de les Nacions Unides a Angola (UNAVEM III) fins al 31 de març de 1997.
La Resolució adverteix que la formació d'un Govern d'Unitat i Reconciliació Nacional s'ha retardat de nou a causa que UNITA no ha complert amb el calendari establert en el context del Protocol de Lusaka. L'aplicació dels aspectes polítics i militars dels acords de pau també s'han retardad i destaca la importància d'UNITA en el compliment de les obligacions.
Després d'estendre el mandat de la UNAVEM III, el Consell va fer una crida al Govern d'Angola i a UNITA per resoldre les qüestions pendents i adaptar el Govern d'Unitat i Reconciliació Nacional, sol·licitant al secretari general Kofi Annan que informi el 20 de març 1997 del progrés realitzat al respecte.
El Consell de Seguretat va expressar la seva disposició a imposar mesures contra UNITA descrites a la Resolució 864 (1993) i ha destacat que la tasca del Representant Especial del Secretari General, conjuntament amb la Comissió conjunta, és essencial per al procés de pau.